# هوب روثينجاتير
هوب روثينجاتير (بالهولندية: Huub Rothengatter)‏ مواليد 8 أكتوبر 1954 في هولندا، هو سائق فورملا 1 هولندي بدأ مسيرته الاحترافية سنة 1984. كان أول سباق له هو جائزة كندا الكبرى 1984. خاض خلال مسيرته 30 سباقاً.

## روابط خارجية
- هوب روثينجاتير على موقع DriverDB.com (الإنجليزية)